# Falco (músic)
Johann (Hans) Hölzel (Viena, 19 de febrer de 1957 – República Dominicana, 6 de febrer de 1998), més conegut pel seu nom artístic Falco, fou un autor i intèrpret de música pop, rock i rap austríac. Els seus èxits internacionals foren: Rock Me Amadeus, Der Kommissar, Vienna Calling, Jeanny, The Sound of Musik, Coming Home (Jeanny Part 2) i, pòstumament, Out of the Dark. Rock Me Amadeus va ser núm. 1 en vendes als Estats Units d'Amèrica, amb la qual cosa, Falco fou el primer artista de parla alemanya que ho aconseguia. També ha estat el cantant austríac que més discos ha venut en tota la història. Morí en un accident de circulació a la província de Puerto Plata, a la República Dominicana.